# Jean-Pierre Saint-Ours
Jean-Pierre Saint-Ours (Ginevra, 4 aprile 1752 – Ginevra, 6 aprile 1809) è stato un pittore e disegnatore svizzero.

## Biografia
Jean-Pierre Saint-Ours proveniva da una famiglia di ugonotti rifugiatasi e stabilitasi a Ginevra alla fine del 1600. Apprese i fondamenti della pittura e del disegno da suo padre Giacomo prima di recarsi a Parigi nel 1769, dove fu allievo nell'atelier di Joseph-Marie Vien all'Académie des beaux-arts. Frequentò inoltre François-André Vincent divenendone amico.

Saint-Ours fu un pittore storico neoclassico, ritrattista di volti istoriati e creatore di quadri disegnati, sotto l'influenza di Nicolas Poussin e del nuovo classicismo. Fu dunque un pittore, incisore e disegnatore ginevrino.
Nonostante avesse vinto il Prix de Rome nel 1780, si vide rifiutare la borsa di studio per l'Accademia di Francia a Roma poiché non era di nazionalità francese, ma vi si recò ugualmente a sue spese. Trascorse 12 anni nella Città Eterna prima di tornare a Ginevra nel 1792, nel pieno dei sommovimenti politici, causati dalla Rivoluzione francese, per difendere la sua Patria e le sue idee. Tuttavia preferì dedicarsi ai ritratti dei notabili della cultura, delle scienze e della politica.
Le sue relazioni con la Francia non furono marginali, poiché dopo l'annessione di Ginevra alla Francia  fatta da Napoleone I, Saint-Ours vinse uno dei concorsi organizzati da quest'ultimo: Le Rétablissement du culte. Il suo stile cominciò allora ad orientarsi verso un classicismo 
più completo.
Nell'iconografia Saint-Ours si distinse dai suoi contemporanei dipingendo dei soggetti inconsueti, che rappresentavano « i costumi di diverse popolazioni dell'antichità », come, ad esempio La scelta dei bambini a Sparta, Le nozze dei Germani  e I giochi olimpici, che costituiscono tre opere importanti, con i loro disegni e studi preparatori. Ottimo pittore ed eccellente disegnatore, le sue ispirazioni furono molto vicine a quelle di François-André Vincent, e ciò si può notare nel quadro Amour et Psyché di cui un disegno e lo stesso quadro evocano l'Orithye enlevée par Borée (1781) del suo amico. Ai disegni alla "sanguigna", che rammentano quelli di Jean-Honoré Fragonard e di Hubert Robert, si aggiungono le opere accostabili a quelle di Jacques-Louis David e di altri ancora, testimoniando, peraltro, una marcata sensibilità già pre-romantica.
(Didier Rykner, Un peintre genevois dans l'Europe des Lumières, in: La Tribune de l'art, 19 gennaio 2016.)

## Alcune opere
- Trois visage d'anges: les filles de l'artiste, - 1807, olio su tela. Museo d'arte e storia di Ginevra.
- Le Tremblement de terre monumental, 1792-1799, - olio su tela. Museo d'arte e storia di Ginevra.
- Portrait de Jacques Trempley-Jaquet dans la campagne genevoise, avec vue sur le lac, 1798, - olio su tela. Collezione privata.
- Portrait d'Horace-Bénédict de Saussure, 1796, - olio su tela. Ginevra, collezione della "Société des Arts".
- Portrait de Madame Saint-Ours, née Madeleine-Hélène Bois de Chêne, avec ses neuveux, 1796, - olio su tela. Museo d'arte e storia di Ginevra.
- Portrait de Jean-Louis Masbou, 1795, - olio su tela. Museo d'arte e storia di Ginevra.
- Portrait de l'artiste à la cocarde masquée, 1795, - olio su tela. Ginevra, collezione della "Société des Arts".
- Figure de la République de Genève, 1794, - olio su tela. Museo d'arte e storia di Ginevra.
- La ville de Genève idéalisée à l’antique avec tombeau de Rousseau, 1794, - pietra nera, inchiostro bruno su carta crema. Museo d'arte e storia di Ginevra.
- Portrait présumé de Madame Saint-Ours, alitée, 1793, - pietra nera, grafite, bruno-beige su carta azzurrata. Museo d'arte e storia di Ginevra.
- Homère chantant son Odyssée à l'entrée d'une bourgade de Grèce, 1793, - olio su pannello. Collezione Jean-François Thelusson. Museo d'arte e storia di Ginevra.
- La mort de Caton d'Utique, 1787-1790, - pennello, grigio, tempera bianca su carta azzurrata. Museo d'arte e storia di Ginevra.
- Les Jeux olympiques, 1786-1791, - olio su tela. Museo d'arte e storia di Ginevra.
- Scène à l'antique : La Lampe, 1786-1790, - pietra nera, pennello all'inchiostro bruno su carta azzurrata. Già collezione Chambon. Museo d'arte e storia di Ginevra.
- Les Mariages germains 1786-1788, - olio su tela. Museo Oskar Reinhart « Am Stadtgarten », Winterthour.
- Le Choix des enfants de Sparte, 1786-1787, - penna e pennello all'inchiostro bruno su carta rosa. Collezione della "Société des Arts". Museo d'arte e storia di Ginevra.
- Judith et Holopherne, copia di un'opera di Artemisia Gentileschi: Libro di Judith, 1782-1786, - olio su tela. Museo d'arte e storia di Ginevra.
- Le triomphe de la Beauté ou « Le Temple de Gnide (Montesquieu) », 1780, - olio su tela, dono d'Hippolyte-Jean Gosse. Museo d'arte e storia di Ginevra.
- Portrait de l'artiste en dessinateur, 1777, - olio su tela. Collezione Jean-Louis Goldschmid.
- Portrait de l'artiste au chapeau, 1766, - pietra nera e gesso bianco. Collezione privata.
- Autoportrait dessiné à l'âge de 13 ans, 1765, - pietra nera, matita di grafite e sanguigna. Museo d'arte e storia di Ginevra.

## Mostre
- Museo d'arte e storia di Ginevra, Jean-Pierre Saint-Ours. Un peintre genevois dans l'Europe des lumières.

## Galleria d'immagini

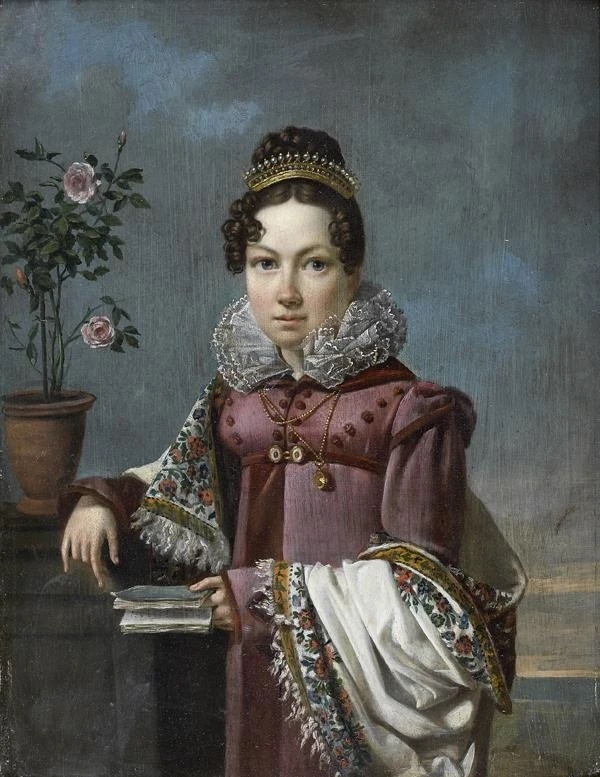
Ritratto di giovane. 1801?
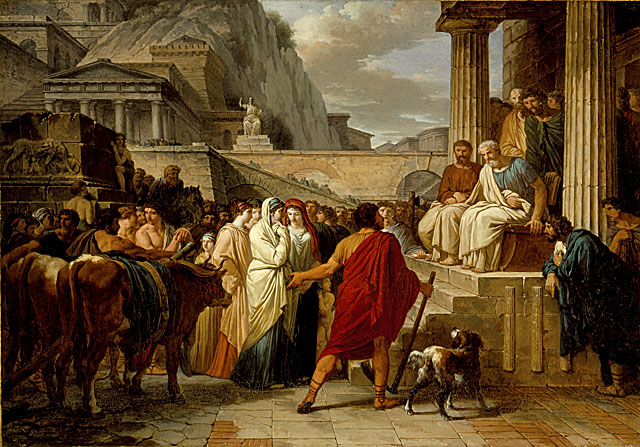
Caio Furio accusato di stregoneria. 1792
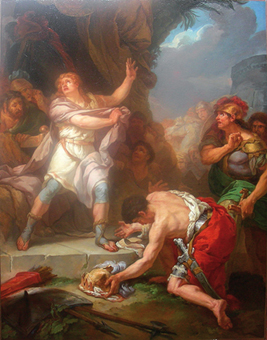
David condanna a morte l'amalecita
Il terremoto gigantesco. 1792-1799